# Tiro ai Giochi della XXXI Olimpiade
Le prove di tiro a segno e tiro a volo ai Giochi di Rio de Janeiro si sono svolte complessivamente tra il 6 e il 14 agosto al Centro Nacional de Tiro di Rio de Janeiro. Il programma ha previsto 15 eventi e la partecipazione di 390 tiratori.
È la seconda olimpiade dopo Los Angeles 1932 in cui l'Italia conquista il gradino più alto del podio del tiro.
| Disciplina  | Gara                | Uomini | Donne |
| ----------- | ------------------- | ------ | ----- |
| Carabina    | 50 m tre posizioni  | ✔      | ✔     |
| Carabina    | 50 m a terra        | ✔      |       |
| Carabina    | 10 m aria compressa | ✔      | ✔     |
| Pistola     | 50 m pistola        | ✔      |       |
| Pistola     | 25 m pistola        |        | ✔     |
| Pistola     | 25 m automatica     | ✔      |       |
| Pistola     | 10 m aria compressa | ✔      | ✔     |
| Tiro a volo | Skeet               | ✔      | ✔     |
| Tiro a volo | Trap                | ✔      | ✔     |
| Tiro a volo | Double trap         | ✔      |       |

## Calendario
| Q | Qualificazioni | F | Finale |

| Evento↓/Data →                             | Sab 6 | Sab 6 | Dom 7 | Dom 7 | Lun 8 | Lun 8 | Mar 9 | Mar 9 | Mer 10 | Mer 10 | Gio 11 | Gio 11 | Ven 12 | Ven 12 | Sab 13 | Sab 13 | Dom 14 | Dom 14 |
| ------------------------------------------ | ----- | ----- | ----- | ----- | ----- | ----- | ----- | ----- | ------ | ------ | ------ | ------ | ------ | ------ | ------ | ------ | ------ | ------ |
| Carabina                                   |       |       |       |       |       |       |       |       |        |        |        |        |        |        |        |        |        |        |
| Carabina 10 metri aria compressa maschile  |       |       |       |       | Q     | F     |       |       |        |        |        |        |        |        |        |        |        |        |
| Carabina 50 metri a terra maschile         |       |       |       |       |       |       |       |       |        |        |        |        | Q      | F      |        |        |        |        |
| Carabina 50 metri 3 posizioni maschile     |       |       |       |       |       |       |       |       |        |        |        |        |        |        |        |        | Q      | F      |
| Carabina 10 metri aria compressa femminile | Q     | F     |       |       |       |       |       |       |        |        |        |        |        |        |        |        |        |        |
| Carabina 50 metri 3 posizioni femminile    |       |       |       |       |       |       |       |       |        |        | Q      | F      |        |        |        |        |        |        |
| Pistola                                    |       |       |       |       |       |       |       |       |        |        |        |        |        |        |        |        |        |        |
| Pistola 10 metri aria compressa maschile   | Q     | F     |       |       |       |       |       |       |        |        |        |        |        |        |        |        |        |        |
| Pistola 25 metri automatica maschile       |       |       |       |       |       |       |       |       |        |        |        |        | Q      | Q      | Q      | F      |        |        |
| Pistola 50 metri maschile                  |       |       |       |       |       |       | Q     | F     |        |        |        |        |        |        |        |        |        |        |
| Pistola 10 metri aria compressa femminile  |       |       | Q     | F     |       |       |       |       |        |        |        |        |        |        |        |        |        |        |
| Pistola 25 metri femminile                 |       |       |       |       |       |       | Q     | Q     | Q      | F      |        |        |        |        |        |        |        |        |
| Tiro a volo                                |       |       |       |       |       |       |       |       |        |        |        |        |        |        |        |        |        |        |
| Trap maschile                              |       |       | Q     | Q     | Q     | F     |       |       |        |        |        |        |        |        |        |        |        |        |
| Double trap maschile                       |       |       |       |       |       |       |       |       | Q      | F      |        |        |        |        |        |        |        |        |
| Skeet maschile                             |       |       |       |       |       |       |       |       |        |        |        |        | Q      | Q      | Q      | F      |        |        |
| Trap femminile                             |       |       | Q     | F     |       |       |       |       |        |        |        |        |        |        |        |        |        |        |
| Skeet femminile                            |       |       |       |       |       |       |       |       |        |        |        |        | Q      | F      |        |        |        |        |

## Podi

### Uomini
| Evento                           | Oro                                           | Perform.     | Argento                     | Perform.     | Bronzo                                           | Perform. |
| Carabina                         |                                               |              |                             |              |                                                  |          |
| 10 m aria compressa (dettagli)   | Niccolò Campriani Italia                      | 206.1        | Serhij Kuliš Ucraina        | 204.6        | Vladimir Maslennikov Russia                      | 184.2    |
| 50 m 3 posizioni (dettagli)      | Niccolò Campriani Italia                      | 458.8        | Sergej Kamenskij Russia     | 458.5        | Alexis Raynaud Francia                           | 448.4    |
| 50 m a terra (dettagli)          | Henri Junghänel Germania                      | 209.5        | Kim Jong-hyun Corea del Sud | 208.2        | Kirill Grigor'jan Russia                         | 187.3    |
| Pistola                          |                                               |              |                             |              |                                                  |          |
| 10 m aria compressa (dettagli)   | Hoàng Xuân Vinh Vietnam                       | 202.5        | Felipe Wu Brasile           | 202.1        | Pang Wei Cina                                    | 180.4    |
| 25 m automatica (dettagli)       | Christian Reitz Germania                      | 34           | Jean Quiquampoix Francia    | 30           | Li Yuehong Cina                                  | 27       |
| 50 m (dettagli)                  | Jin Jong-oh Corea del Sud                     | 193,7        | Hoàng Xuân Vinh Vietnam     | 191,3        | Kim Song-guk Corea del Nord                      | 172,8    |
| Tiro a volo                      |                                               |              |                             |              |                                                  |          |
| Fossa olimpica (dettagli)        | Josip Glasnović Croazia                       | 15 + 13 (+4) | Giovanni Pellielo Italia    | 14 + 13 (+3) | Ed Ling Gran Bretagna                            | 12 + 13  |
| Doppia fossa olimpica (dettagli) | Fehaid Aldeehani Atleti Olimpici Indipendenti | 26           | Marco Innocenti Italia      | 24           | Steven Scott Gran Bretagna                       | 30       |
| Skeet (dettagli)                 | Gabriele Rossetti Italia                      | 16           | Marcus Svensson Svezia      | 15           | Abdullah Al-Rashidi Atleti Olimpici Indipendenti | 16       |

### Donne
| Evento                         | Oro                           | Perform. | Argento                      | Perform. | Bronzo                         | Perform.     |
| Carabina                       |                               |          |                              |          |                                |              |
| 10 m aria compressa (dettagli) | Virginia Thrasher Stati Uniti | 208.0    | Du Li Cina                   | 207.0    | Yi Siling Cina                 | 185.4        |
| 50 m 3 posizioni (dettagli)    | Barbara Engleder Germania     | 458.6    | Zhang Binbin Cina            | 458.4    | Du Li Cina                     | 447.4        |
| Pistola                        |                               |          |                              |          |                                |              |
| 10 m aria compressa (dettagli) | Zhang Mengxue Cina            | 199.4    | Vitalina Bacaraškina Russia  | 197.1    | Anna Korakakī Grecia           | 177.7        |
| 25 m (dettagli)                | Anna Korakakī Grecia          | 19 + 8   | Monika Karsch Germania       | 18 + 6   | Heidi Diethelm Gerber Svizzera | 17 + 8       |
| Tiro a volo                    |                               |          |                              |          |                                |              |
| Fossa olimpica (dettagli)      | Catherine Skinner Australia   | 14 + 12  | Natalie Rooney Nuova Zelanda | 13 + 11  | Corey Cogdell Stati Uniti      | 13 + 13 (+1) |
| Skeet (dettagli)               | Diana Bacosi Italia           | 15       | Chiara Cainero Italia        | 14       | Kim Rhode Stati Uniti          | 15+7         |

## Medagliere
| Posizione | Paese                        |    |    |    | Totale |
| --------- | ---------------------------- | -- | -- | -- | ------ |
| 1         | Italia                       | 4  | 3  | 0  | 7      |
| 2         | Germania                     | 3  | 1  | 0  | 4      |
| 3         | Cina                         | 1  | 2  | 4  | 7      |
| 4         | Corea del Sud                | 1  | 1  | 0  | 2      |
| 4         | Vietnam                      | 1  | 1  | 0  | 2      |
| 6         | Stati Uniti                  | 1  | 0  | 2  | 3      |
| 7         | Grecia                       | 1  | 0  | 1  | 2      |
| 7         | Atleti Olimpici Indipendenti | 1  | 0  | 1  | 2      |
| 9         | Australia                    | 1  | 0  | 0  | 1      |
| 9         | Croazia                      | 1  | 0  | 0  | 1      |
| 11        | Russia                       | 0  | 2  | 2  | 4      |
| 12        | Francia                      | 0  | 1  | 1  | 2      |
| 13        | Brasile                      | 0  | 1  | 0  | 1      |
| 13        | Nuova Zelanda                | 0  | 1  | 0  | 1      |
| 13        | Svezia                       | 0  | 1  | 0  | 1      |
| 13        | Ucraina                      | 0  | 1  | 0  | 1      |
| 17        | Gran Bretagna                | 0  | 0  | 2  | 2      |
| 18        | Corea del Nord               | 0  | 0  | 1  | 1      |
| 18        | Svizzera                     | 0  | 0  | 1  | 1      |
| Totale    | Totale                       | 15 | 15 | 15 | 45     |